# Astronomie hébraïque
L'astronomie hébraïque est l'ensemble de l'astronomie écrite en hébreu, ou traduite en hébreu. Elle comprend également un genre inhabituel de la littérature du Moyen Âge : les œuvres écrites en arabe, mais transcrite dans l'alphabet hébreu. Il comprend un éventail de genres de l'astronomie et la cosmologie les plus mythiques contenues dans la Bible, principalement le Tanakh (la Bible hébraïque ou l'« Ancien Testament »), jusqu'aux œuvres religieuses juives comme le Talmud et autres travaux très techniques.

## Cosmologie biblique
La cosmologie biblique est la conception des auteurs de la Bible du cosmos, incluant son origine, son ordre, son sens et sa destinée.

## Chronologie
En hébreu mystique, le secret du calendrier est appelé Sod Ha’ibour. Rachi y fait référence. Le sens littéral de Sod Ha’ibour est la connaissance astronomique nous permettant de fixer le calendrier hébraïque.